# Avatha simplex
Avatha simplex  là một loài bướm đêm thuộc họ Erebidae. Loài này có ở Sumatra, bán đảo Mã Lai và Borneo.